# Chlorambucil
Chlorambucil (Handelsname Leukeran) ist ein zytostatisch wirksamer Arzneistoff zur Behandlung bestimmter Krebserkrankungen. Er wurde von der Firma GlaxoSmithKline entwickelt und gehört zur Gruppe der Alkylantien.

## Wirkungsmechanismus
Alkylantien leiten sich von den Stickstoff-Losten ab, die u. a. als Kampfgase angewendet wurden. Ihre Wirkung gegen Krebszellen beruht auf der Alkylierung von Nucleinsäuren (DNA, RNA), wodurch es zu verschiedenen Veränderungen kommt: abnorme Basenpaarung, Vernetzung von DNA- bzw. RNA-Strängen.
Wie auch die anderen Alkylantien wirkt Chlorambucil nicht zyklusspezifisch, hat jedoch vor allem einen Effekt auf Zellen, welche sich in der G1- oder in der S-Phase des Zellzyklus befinden. Der zellabtötende Effekt macht sich so vor allem während der DNA-Synthese, der Replikation, bemerkbar.

## Anwendungsgebiete
Chlorambucil wirkt zytostatisch und immunsuppressiv. Anwendungsgebiete sind Leukämien, bösartige Lymphome, Morbus Waldenström. Als unerwünschte Wirkungen wurden Knochenmarkdepression und Anämie, Übelkeit, Hautausschlag, Lungenfibrose (vor allem bei einer kumulativen Dosis über 2000 mg), vorübergehende Leberschäden, Krampfanfälle und sehr selten Blasenentzündungen beobachtet. Wie andere Zytostatika auch ist Chlorambucil erbgut- und fruchtschädigend.